# Méiose (figure de style)
Pour division méiotique dans la formation des gamètes, voir Méiose.
La méiose (substantif féminin), du grec meiōsis (μείωσις ; "faire plus petit", "amoindrissement", "diminution") est une figure rhétorique euphémisante consistant à rapetisser l'importance d'une réalité qui est grande ou importante. La méiose est l'expression rhétorique synonyme de l'atténuation, et une figure "fille" de la litote et "sœur" de l'euphémisme. Son antonyme est l'auxèse.

## Utilisation
La méiose est utilisée pour diminuer l'importance de quelque chose ou quelqu'un, afin de donner ultimement toute l'importance à une autre à sa place. Elle est donc liée à ce type de stratégie comparative, et efficace quand le sujet de l'énoncé est comparable à l'élément principal, visé plus ou moins explicitement.

## Définition
La méiose consistant en une hyperbole négative, c'est-à-dire qu'elle forme un discours en amenuisant exagérément par un caractère réducteur ou péjoratif un fait, une idée, une situation pour en minimiser la portée ou pour mettre davantage en relief sa grandeur ou importance cachée. On diminue l’intensité d’une réalité déplaisante, désagréable ou exceptionnelle (euphémisme) ; et on dit en minorant notre propos pour suggérer plus (litote).
Sa construction se fait par hyperbole inversée pour obtenir l'effet inversé de l'amplification. Si on ne peut pas strictement parler de « soustraction », la méiose est une sorte de réduction sémantique : elle consiste à appeler quelque chose d'un nom qui diminue son importance.
Elle est essentiellement un euphémisme par atténuation excessive, par dénigrement, par affirmation en-dessous de la vérité, par dépréciation.
Pour dresser un portrait d'une personne très probe et très morale pour la faire contraster avec un autre très rustre et vulgaire, le moyen rhétorique utilisé peut être l'antiphrase formulée négativement pour lui emprunter son effet d'atténuer une vérité tout en sous-entendant son contraire. En effet, elle sous-estime intentionnellement une chose, ou suggère qu'une chose est de moindre importance qu'elle ne l'est vraiment ; en ressort un décalage entre l'énonciation et la vérité de la chose, ainsi qu'entre les manières de présenter une personne ou une chose par une série de déterminations négatives.

## Fonction
Elle emploie les ressources de l'hyperbole mais sur un mode négatif et dans un but essentiellement euphémisant, rapetissant. Elle peut prétendre à être ironique, mais en ce cas son énoncé se rapproche plus de la tapinose.
Elle tient le rôle d'installer un écart et un décalage entre la chose ou une situation donnée et leur état réel, en diminuant excessivement leur vérité, pour manifester une valeur plus haute, un rang plus élevé, une réalité plus importante. Exprimant son objet que sous le prisme de la minimisation, elle passe souvent par les moyens de la paraphrase pour parler indirectement d'une réalité simple en soi mais difficile à nommer dans sa vérité, ou la circonlocution pour étoffer une idée à faire passer sans développer d'argumentation.
Les fonctions courantes de cette figure du discours peuvent être les suivantes.
Pour manifester symétriquement la grandeur de quelqu'un ou de quelque chose, la méiose fait faire à son énonciateur :
- détracter une vertu, des mérites, la valeur de (quelqu'un), des avantages ou des qualités, en vue de les relever chez une autre personne ou une autre chose avec plus d'éclats et de force rhétorique,
- rabaisser ou déprécier la gravité, l'insécurité, l'aporie ou l'inextricabilité d'une situation pour rassurer dans l'immédiat son auditoire,
- sous-estimer ou dénigrer l'importance, l'utilité, une compétence, qui peut aussi exprimer une profonde humilité, ou une fausse modestie ou au contraire une faible estime de soi,
- éclipser une part de vérité pour éviter une récompense, une louange, ou un blâme qui incombe à quelqu'un, pour l'en défiler ou l'en rétrograder,
- se discréditer, se dévaloriser ou se destituer volontairement d'un honneur dû à soi-même.

## Exemples
- Un des premiers usages connus de cette technique remonte au septième livre du Nouveau Testament où Paul se rabaisse pour souligner la puissance de Dieu : « Car je suis le moindre de tous les Apôtres et ne mérite même pas d'être appelé apôtre, parce que j'ai persécuté l'Église de Dieu. Mais ce que je suis, je le suis par la grâce de Dieu, et sa grâce, venant en moi, n’a pas été sans effet… » (1 Corinthiens 15,9-10). Cette citation présente deux méioses :

1. La première, saint Paul s'accuse des persécutions qu'il avait faites contre les disciples de Jésus-Christ au nom desquels il se déconsidère. Il transmet un sentiment d'indignité à égaler le titre d'« apôtre » et ainsi ne fait qu'élever davantage la dignité de ce que doit être un apôtre.
2. Dans la seconde, saint Paul minore ce qu'il est, un juif persécuteur des chrétiens devenu lui-même chrétien, pour soulever le fait que sa conversion est surtout l'œuvre de « la grâce de Dieu ».

- Dans l'Ancien Testament, on trouve cet exemple : « Et Abraham répondit et dit: "Voici, j'ose encore parler à mon Seigneur, moi qui ne suis que poussière et cendre." (Genèse 18,27).
Voici Abraham s'humilie et, faisant allusion à la création de l'homme à partir de la poussière de la terre (Genèse 2,7), il implique beaucoup plus que ce qu'il exprime. En se faisant appeler « poussière et cendre », il se contraste avec le Dieu saint et élevé à qui il s'adresse, et prend la place de la plus vile des créatures.

- « Le récent désagrément » ("The Recent Unpleasantness"), utilisé dans le sud des États-Unis comme idiome pour se référer à la guerre civile américaine et ses conséquences.

- Dans La Cuirasse de feu (en) de William Golding, quand le bateau rencontre un iceberg, un personnage commente la situation : « Nous sommes privilégiés. Combien de personnes ont vu quelque chose comme ça ? » ("We are privileged. How many people have seen anything like this?") Commentaire auquel un personnage répond : « Méiose intolérable ! » ("Intolerable meiosis!")

- De même, une grande blessure sera appelée une « égratignure ».

Dans cet exemple, il y a substitution à la chose en question (une blessure) d'une part de sa réalité (le fait qu'il est "grande") par l'emploi d'un autre nom qui fait référence à une chose de nature disproportionnellement moins grande que la sienne (une "égratignure"). C'est une sous-évaluation délibérée. Ce n'est pas une négation en signifiant le contraire de ce que l'on veut dire.
- En anglais, « The Troubles » est le nom donné aux décennies de violence en Irlande du Nord (en français, nous privilégions le nom de Conflit nord-irlandais).

### Figures proches
- Figures « mères » : litote et euphémisme
- Figures « filles » : aucune
- Paronyme : aucun
- Synonymes : litote, euphémisme, tapinose (atténuation)
- antonyme : auxèse